# Villanueva (Bolívar)
Villanueva è un comune della Colombia facente parte del dipartimento di Bolívar.
Il centro abitato venne fondato da Antonio de la Torre y Miranda nel 1772, mentre l'istituzione del comune è del 6 dicembre 1970.